# La Roquebrussanne
La Roquebrussanne ist eine französische Gemeinde mit 2.199 Einwohnern (Stand 1. Januar 2022) im Département Var in der Region Provence-Alpes-Côte d’Azur. Sie gehört zum Kanton Garéoult im Arrondissement Brignoles.

## Geographie
La Roquebrussanne liegt 30 Kilometer nördlich von Toulon und zehn Kilometer südwestlich von Brignoles am Rand einer breiten, landwirtschaftlich genutzten Ebene, die durch die Flusstäler der Late (später Issole) und des Caramy gebildet wird. Im Westen ist die Ebene durch Bergrücken begrenzt, die sich auf 700 m Höhe erheben. Im Norden überragen die Berge der La Loube mit 832 m das Tal. Das Gemeindegebiet gehört zum Regionalen Naturpark Sainte-Baume.

## Persönlichkeiten
Jean-Baptiste Reboul (1862–1926), französischer Koch, wurde in La Roquebrussanne geboren. Er ist Verfasser des 1897 erschienenen Kochbuchs Die provenzalische Köchin (La cuisinière Provençale). Das Kochbuch umfasst 1.120 einfache und vollständige Rezepte und 365 Menüs für jeden Tag des Jahres.
Frédéric Mistral bat Reboul zu den Rezepten die provenzalischen Namen der Gerichte hinzuzufügen, seit der sechsten Auflage sind diese Bestandteil des Werkes. Das Kochbuch wird bis heute nachgefragt und immer wieder neu aufgelegt.